# Þrúðgelmir
Þrúðgelmir (Thrudgelmir) dont le nom signifie en vieux norrois « puissant hurleur » est un géant de glace dans la mythologie nordique. Il est le fils d'Ymir et le père de Bergelmir. Þrúðgelmir est très laid et a six têtes.

## Naissance
Ymir qui est le père de tous les géants de glace a été créé lorsque de la vapeur a regelé au fond du Ginnungagap en même temps que la vache géante Audhumla. Ymir, après s'être gorgé du lait d'Audhumla, s'est allongé pour se reposer au fond du Ginnungagap. Cependant, durant son sommeil, Surt, le géant de feu gardien du Muspellheim, envoya une flamme avec son épée enflammée qui tomba tout près d'Ymir. Cette chaleur fit transpirer ce dernier et de la transpiration de ses aisselles naquit Þrúðgelmir. En même temps que lui, naquirent deux autres enfants de la sueur d'Ymir qui étaient aussi très laids, mais n'étaient pas autant malformés que Þrúðgelmir. Leurs noms ne sont pas connus.

## Attestations
Þrúðgelmir est mentionné dans le poème Vafþrúðnismál de l'Edda poétique lorsque Odin sous le nom de Gagnrad demande qui est le plus ancien des Ases ou des géants des temps révolus. Il se fait répondre par Vafþrúðnir qu'un nombre incalculable d'hivers avant la création du monde Bergelmir est né, que Þrúðgelmir était son père et qu'Aurgelmir était son grand-père. Aurgelmir est un autre nom d'Ymir.